# Obywatel (film 2014)
Obywatel – polski film fabularny (komediodramat) z 2014 roku w reżyserii Jerzego Stuhra.

## Fabuła
Historia polonisty i warszawiaka Jana Bratka, urodzonego w latach 40. XX wieku, ściągającego na siebie za sprawą zbiegów okoliczności lub wrodzonego pecha lawinę nieszczęść w najmniej oczekiwanych momentach. Jan Bratek zawsze jest tam, gdzie historia zmienia bieg. Jednocześnie są to przełomowe wydarzenia w historii Polski, życie w której wyśmiewa autor.
2014 rok. Jan Bratek opuszczając gmach Telewizji Polskiej w Warszawie po występie w telewizji, ulega wypadkowi uderzony w głowę spadającym elementem gigantycznej reklamy na budynku. Jednocześnie do gmachu przyjeżdża prezydent Polski, a incydent ze spadającą reklama jest odebrany jako próba zamachu na głowę państwa. Jan Bratek w stanie ciężkim trafia do szpitala, gdzie wspomina wydarzenia ze swojego życia od lat 50. XX wieku, będące jednocześnie najważniejszymi wydarzeniami epoki PRL i współczesnej Polski. Wspomina wydarzenia antysemickie, okres studiów na Uniwersytecie Warszawskim, Marzec 1968, studium wojskowe, działalność w Towarzystwie Społeczno-Kulturalnym Żydów w Polsce, wstąpienie i relegowanie z PZPR, rządy Edwarda Gierka, Komitet Obrony Robotników, List 59, wybór Karola Wojtyły na papieża, powstanie „Solidarności”, stan wojenny, internowanie, ślub z funkcjonariuszką SB, pierwsze częściowo wolne wybory w 1989 roku.
Janowi Bratkowi towarzyszy w drodze przez życie harmonijka ustna. Ciągle musi zmieniać miejsca pracy i zawody, a wrodzony pech nie pozwala mu przez całe życie nawet na wymarzony wyjazd za granicę. Nie udaje mu się także próba samobójstwa przez powieszenie, bo urywają się szelki, na których usiłuje się powiesić. Wszystko w jego życiu dzieje się przez przypadek. Przez przypadek zostaje działaczem komunistycznym, przez przypadek staje się bohaterem opozycyjnego podziemia i przez przypadek staje się działaczem katolickim.
Ostatecznie w wyniku wypadku jego twarz pozostaje oszpecona, ale w końcu, również przez przypadek, odnosi jakiś sukces; w szpitalu zostaje odznaczony osobiście przez prezydenta Krzyżem Komandorskim Orderu Odrodzenia Polski za uratowanie mu życia podczas zamachu.

## Obsada
- Jerzy Stuhr – Jan Bratek
- Maciej Stuhr – Jan Bratek w młodości
- Aleksander Krom – Jan Bratek w dzieciństwie
- Sonia Bohosiewicz – Renata Bratek, żona Jana
- Barbara Horawianka – matka Jana
- Małgorzata Dobrowolska – matka Jana w średnim wieku
- Magdalena Boczarska – matka Jana w młodości
- Cezary Kosiński – ojciec Jana
- Grzegorz Warchoł – Mietek Dubel
- Andrzej Pściuk – biskup
- Andrzej Deskur – ksiądz Stanisław, asystent biskupa
- Ireneusz Czop – dyrektor zakładu „Kusza”
- Piotr Głowacki – Stefan Goździk, uczestnik głodówki
- Izabela Skrybant-Dziewiątkowska – znana piosenkarka
- Krzysztof Dracz – dyrektor szkoły
- Janusz Gajos – on sam
- Wojciech Malajkat - Lipski, sąsiad państwa Bratków
- Violetta Arlak – Kazia
- Jan Prochyra – kierownik TSKŻ
- Marek Ślosarski – szef biura podróży
- Jacek Król – mężczyzna oszukany przez biuro podróży
- Dorota Stalińska – poseł w telewizji
- Jerzy Fedorowicz – poseł w telewizji

## Nagrody
39. Festiwal Filmowy w Gdyni:
- Złoty Kangur – nagroda australijskich dystrybutorów filmowych – Jerzy Stuhr
- Nagroda Specjalna Jury – Jerzy Stuhr i Piotr Dzięcioł
- nominacja – udział w konkursie głównym – Jerzy Stuhr